# Kostnice (město)
Kostnice (německy  Konstanz) je velké okresní město ležící na jihozápadě Německa ve spolkové zemi Bádensko-Württembersko, v těsném sousedství se švýcarským městem Kreuzlingen, s nímž tvoří jednu aglomeraci. Původně keltská osada, později římské opevněné sídlo, nejvýznamnější jako středověké tržní a řemeslnické centrum. Se svými přibližně 86 tisíci obyvateli je největším městem na březích Bodamského jezera.

## Historie
Město bylo založeno jako keltské, později rozšířeno na římské opevněné sídlo s okrskem kolem pozdějšího Münsteru. Základy kvádříkového zdiva z té doby byly zachyceny archeologickým výzkumem z roku 2004 a jsou zčásti přístupné v podzemí. Za císaře Augusta se stalo součástí Říše římské, provincie Raetie. Název získalo buď po císaři Constantiovi I., který v oblasti bojoval s Alamany a kolem roku 300 zde postavil pevnost, nebo jeho vnukovi Constantiovi II., který místo navštívil v roce 354.
Ve 4. století nad Římany germánské kmeny Alamanů zvítězily a od iro-skotských a fríských misionářů postupně přijaly křesťanskou víru. Roku 585 se město stalo sídlem křesťanského biskupa Maxima a byl pro něj vybudován dóm v podobě trojlodní raně křesťanské baziliky. Na jeho základech vznikl gotický münster. V letech 585–1821 byla Kostnice sídlem diecéze.
V letech 1192–1548 bylo svobodným říšským městem s právem ražby vlastní mince a pravidelnými trhy. Za trhový sklad zboží sloužila pozdější Koncilní budova. Za svoji samostatnost město vděčilo císaři Fridrichu Barbarossovi. Stalo se tržním a řemeslnickým centrem, obchodovalo se zemědělskými produkty i s výrobky řemesel, zejména s plátnem.
V letech 1414–1418 se město stalo dějištěm ekumenického koncilu, nazývaného kostnický koncil, který řešil otázku velkého západního schizmatu a reformy církve. V průběhu tohoto koncilu byl odsouzen jako kacíř a 6. července 1415 upálen světskou mocí mistr Jan Hus. O rok později potkal stejný osud Jeronýma Pražského.
V letech 1548–1806 byla Kostnice pod vládou Habsburků. V letech 1806–1952 byla Kostnice součástí velkoknížectví bádenského. Roku 1848 se revolucionáři v čele s Konradem Kerzerem neúspěšně pokusili nastolit republiku.

## Geografie

### Podnebí
| Kostnice (1991-2020) – podnebí         | Kostnice (1991-2020) – podnebí | Kostnice (1991-2020) – podnebí | Kostnice (1991-2020) – podnebí | Kostnice (1991-2020) – podnebí | Kostnice (1991-2020) – podnebí | Kostnice (1991-2020) – podnebí | Kostnice (1991-2020) – podnebí | Kostnice (1991-2020) – podnebí | Kostnice (1991-2020) – podnebí | Kostnice (1991-2020) – podnebí | Kostnice (1991-2020) – podnebí | Kostnice (1991-2020) – podnebí | Kostnice (1991-2020) – podnebí |
| Období                                 | leden                          | únor                           | březen                         | duben                          | květen                         | červen                         | červenec                       | srpen                          | září                           | říjen                          | listopad                       | prosinec                       | rok                            |
| -------------------------------------- | ------------------------------ | ------------------------------ | ------------------------------ | ------------------------------ | ------------------------------ | ------------------------------ | ------------------------------ | ------------------------------ | ------------------------------ | ------------------------------ | ------------------------------ | ------------------------------ | ------------------------------ |
| Nejvyšší teplota [°C]                  | 16,3                           | 19,4                           | 24,4                           | 30,7                           | 32,2                           | 36,3                           | 36,9                           | 36,5                           | 30,9                           | 25,8                           | 22,0                           | 16,8                           | 36,9                           |
| Průměrné denní maximum [°C]            | 3,9                            | 5,8                            | 11,1                           | 16,0                           | 20,3                           | 23,9                           | 25,7                           | 25,3                           | 20,3                           | 14,6                           | 8,2                            | 4,5                            | 15,0                           |
| Průměrná teplota [°C]                  | 1,2                            | 2,1                            | 6,0                            | 10,2                           | 14,5                           | 18,1                           | 19,9                           | 19,5                           | 15,0                           | 10,3                           | 5,2                            | 2,0                            | 10,3                           |
| Průměrné denní minimum [°C]            | −1,0                           | −0,9                           | 2,0                            | 5,2                            | 9,5                            | 13,2                           | 15,0                           | 14,8                           | 11,1                           | 7,3                            | 2,9                            | −0,1                           | 6,6                            |
| Nejnižší teplota [°C]                  | −19,0                          | −13,7                          | −12,5                          | −3,5                           | −0,6                           | 4,4                            | 7,6                            | 6,8                            | 2,4                            | −3,8                           | −9,0                           | −13,7                          | −19,0                          |
| Průměrné srážky [mm]                   | 46,0                           | 45,0                           | 51,0                           | 57,0                           | 89,0                           | 100,0                          | 96,0                           | 98,0                           | 69,0                           | 63,0                           | 57,0                           | 63,0                           | 834,0                          |
| Zdroj: Wetter Konstanz / wetterlabs.de |                                |                                |                                |                                |                                |                                |                                |                                |                                |                                |                                |                                |                                |

## Současnost
Ve městě sídlí Univerzita Kostnice, založená roku 1966 v aule Inselhotelu, dnes působí ve vlastním univerzitním kampusu.

## Památky
- Münster – biskupská katedrála (velechrám), trojlodní gotická bazilika se západním chórem, kryptou a dvěma podzemními kaplemi, sv. Konráda a oktogonální kaplí sv. Mauricia, v níž je umístěna raně gotická osmiboká stavba Božího hrobu, významná kamenosochařská památka z doby kolem roku 1260 prezentuje v nástavcích atiky 12 soch stojících apoštolů a po obvodu christologický cyklus. Významné gotické prvky v interiéru katedrály: nástěnná malba sv. Kryštofa s Ježíškem, gotické dřevořezby: dvoje západní vrata s cykly reliéfů ze Starého zákona a Kristova života, chórové lavice s řezanými figurkami na čelech a v nástavcích vimperků. Nedochovaly se staré chórové stupně, které byly lavicemi účastníků koncilu. U vchodu je v dlažbě vsazena mosazná destička, označující legendární místo,kde stál obžalovaný Jan Hus. Raně barokní kazatelna (1680) – dřevořezba, skříň se symboly čtyř evangelistů je nesena sloupem v podobě sochy praotce Abraháma s obětním beránkem u nohou. Na severní straně chrámu je mj. barokní kaple sv. Jana Nepomuckého se stříbrnou relikviářovou bustou světce a s oltářním obrazem Svržení sv. Jana z Karlova mostu. Některé sloupy mezilodní arkády jsou původem románské.
- Křížová chodba münsteru – gotická stavba s křížovými klenbami a rekonstruovanými okenními kružbami; na severní straně je zavěšeno 5 malovaných genealogických tabulí jihoněmecké šlechty; biskupská rezidence stojí po jižní straně od münsteru
- Mariánský sloup – socha stojící Panny Marie s Ježíškem z roku 1753, odlitá ze železné litiny, na paměť předchozích morových epidemií
- Kostel sv. Štěpána (St. Stephanskirche; Barfüsserkirche) – původem raně křesťanský, přestavěný ve 2.třetině 13. století na klášterní chrám řádu minoritů; dnes gotická trojlodní bazilika se zbytky nástěnných maleb ze 14. století, chórové lavice s dřevořezbami z doby kolem roku 1300, doplněny kolem 1430; bazilika vyhořela roku 1398, ale posloužila v době památného koncilu k třítýdennímu zasedání; byla rekonstruována po roce 1424; z barokních úprav pocházejí varhany a jejich maska Konvent minoritů (později františkánů) přiléhá ke kostelu; mozaika z fajánsových dlaždic na vnější stěně připomíná, že zde Friedrich Hecker v čele rebelů roku 1848 vyhlásil republiku
- Židovský památník – bývalý tržní dům naproti münsteru; v suterénu byly archeologickým výzkumem odkryty fragmenty gotického domu se sklepem ze 13.–14. století
- Kostel Nejsvětější Trojice (Hl. Dreifaltigkeitskirche) – klášterní kostel někdejšího kláštera řádu augustiniánů – eremitů, založeného roku 1268; nástěnné malby na stěnách lodi: 2 pásy, v horním pásu starší výjevy z dějin řádu, ve spodním jsou ve cviklech zpodobeni svatí patroni a proroci, mj. nad kruchtou trůnící sv. Zikmund – je kryptoportrétem císaře Zikmunda Lucemburského, který tuto část maleb objednal jako dík za své ubytování v klášteře v době koncilu; razantní restaurátorské zásahy z roku 1906.
- Kristův kostel (Christuskirche) – bývalý jezuitský kostel, raně barokní architektura, vystavěná po roce 1623; nyní slouží starokatolické církvi; přiléhá k němu budova někdejšího jezuitského – nyní městského divadla; na fasádě v úrovni 1.patra je polychromovaný raně barokní reliéf s divadelní scénou jezuitských herců.
- Konzilsgebäude – dvoupatrová budova kostnické radnice, která sloužila k zasedání účastníkům koncilu; na jižní straně dochovaný gotický portálek s erby; v regotizované podobě přestavěné ve 2. polovině 19. století (s nástěnnými malbami v přízemí) dnes slouží jako restaurace.
- Steigenberger Inselhotel – luxusní hotel na ostrově v Bodamském jezeře, přestavěný v letech 1870–1874 rodinou Ferdinanda von Zeppelina z gotického kláštera a kostela dominikánů ze 13. století (činného do roku 1785), zde v polokruhové věžičce byl vězněn Jan Hus; kámen k němuž byl přikován, se v sakristii chrámu ukazoval nejméně od 18. století (dnes je v tzv. Husově domě); cyklus nástěnných maleb v gotické křížové chodbě znázorňuje významné dějinné okamžiky Kostnice od mytických počátků po otevření hotelu.Z gotických staveb se dochovalo také zdivo kostela, dnes je kostel přepažený a slouží jako součást slavnostního sálu.
- Městské opevnění bylo zbořeno před stavbou želenice v 60. letech 19. století; dochovaly se z něj tři kamenné věže s branami: Schnetztor ze 14. století, Rheintorturm' z doby kolem roku 1400, a Pulverturm (Prašná věž) s částí hradební zdi.
- Husův kámen (Hussenstein) – památka na upálení Mistra Jana Husa a Jeronýma Pražského, tzv. bludný kámen (balvan z Bodamského jezera nalezený při stavbě železnice) byl roku 1868 opatřen dvěma pamětními tabulkami, vsazen do travnaté plochy na kostnickém předměstí Paradise, a označen za místo Husova upálení; kostnickým aktivistou Karlem Zoglmannem byl za účasti českých poutníků slavnostně odhalen.

## Muzea

### Husův dům

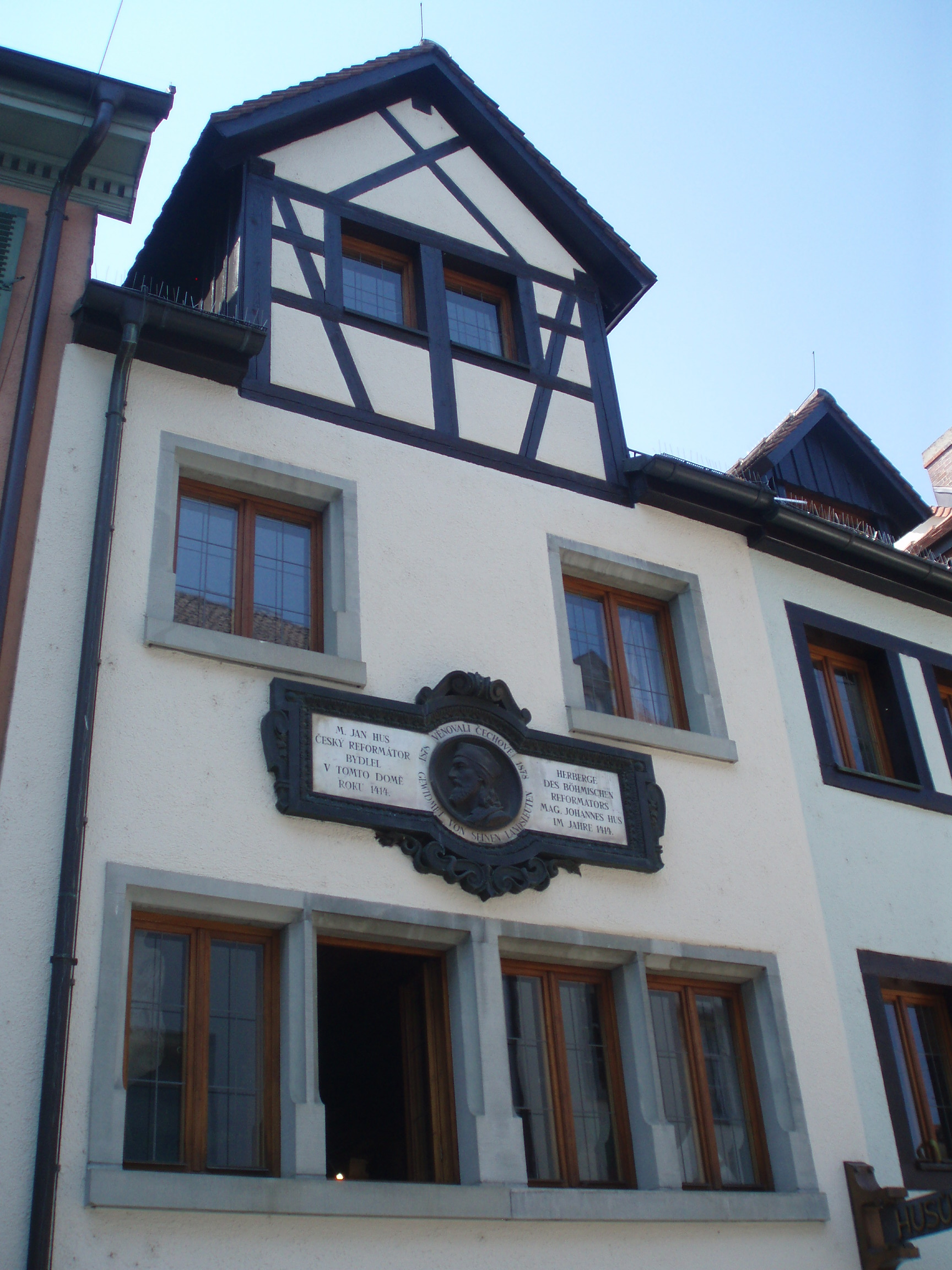
Husův dům

Takzvaný Husův dům se nachází nedaleko Římské brány v Hussenstrasse 64. Podle místní tradice zde Jan Hus se svým doprovodem měl být ubytován od 3. do 28. listopadu 1414 u vdovy Fidy Pfisterin. V 16. století byla na domovní fasádu umístěn obraz s posměšným čtyřverším, sejmutý až ve 20. století. V roce 1785 byla na průčelí osazena menší Husova kamenná busta. Roku 1878 směřovala do Kostnice již druhá národní pouť, jejímž výsledkem bylo osazení pamětní desky, která je na fasádě dodnes.
V roce 1922 dům zakoupilo konsorcium českých bank a předalo ho Společnosti Husova muzea se sídlem v Praze. Tato společnost, která stále zajišťuje provoz domu, byla založena roku 1919. První muzejní expozice byla otevřena roku 1965, v roce 1980 proběhla rozsáhlá rekonstrukce budovy a expozice přepracována. Ve spolupráci s Husitským muzeem v Táboře byla další úprava expozice provedena v 90. letech minulého století; zatím poslední expozice byla otevřena v roce 2015.

### Rosgartenmuseum
Nejstarší muzeum ve městě založil roku 1870 v někdejším cechovním domě řezníků Ludwig Leiner (1830–1901), sběratel archeologických, paleontologických, geologických a mineralogických památek. Dnes kromě toho vystavuje velký dřevěný model města rekonstruovaný podle plánu z roku 1605, sbírku gotických soch a deskové malby, cechovní a církevní památky.

### Zemské archeologické muzeum
Prezentuje regionální památky od pravěku až po raný novověk. Sídlí v někdejších budovách konventu benediktinů v Petershausenu.

## Osobnosti města

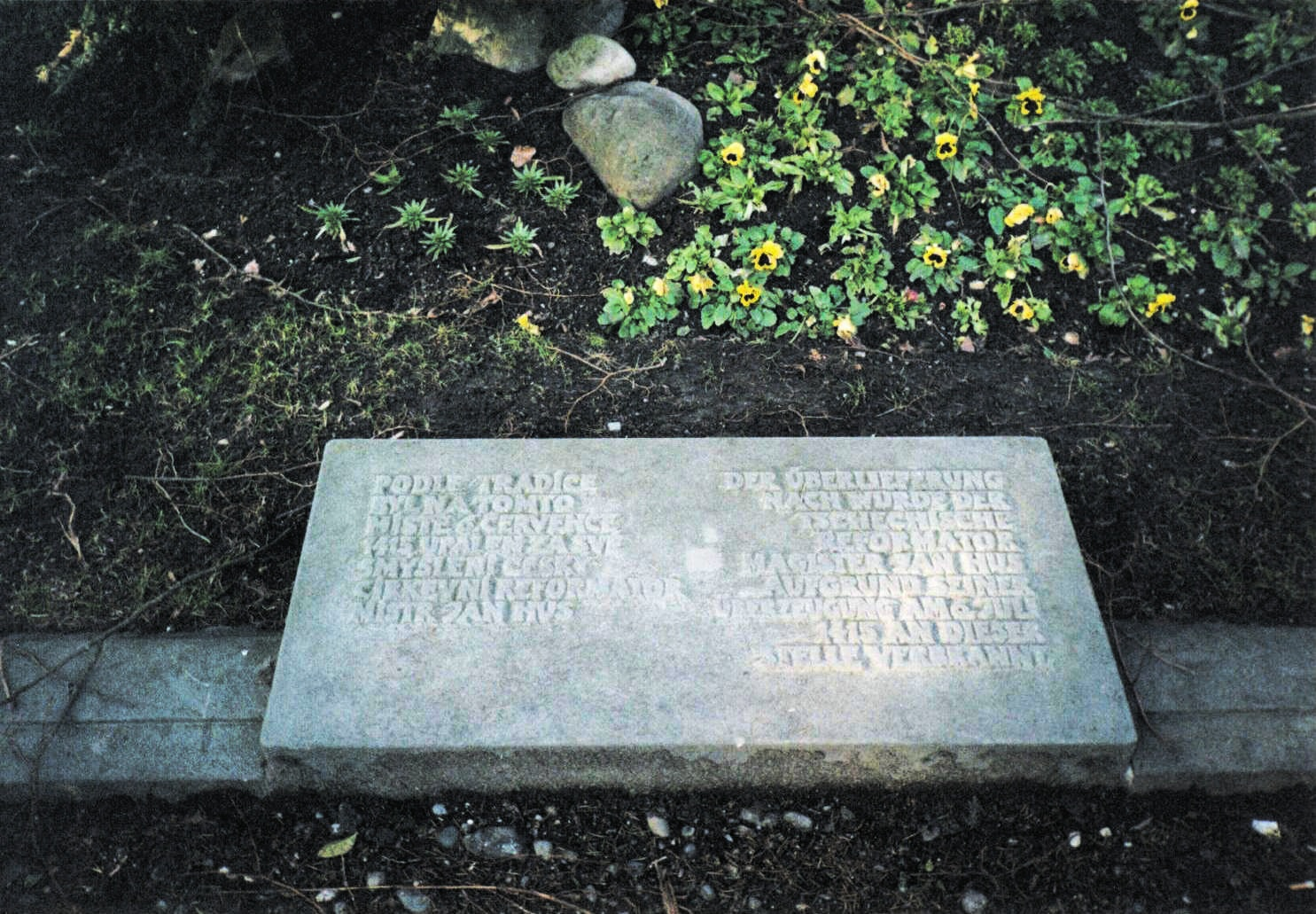
Pamětní deska Jana Husa

- Karl Julius Perleb (1794–1845), botanik
- Ferdinand von Zeppelin (1838–1917), konstruktér ztužených vzducholodí
- Eugen Fink (1905–1975), filosof a fenomenolog
- Hans Robert Jauß (1921–1997), literární teoretik a romanista
- Georg Elser (1903–1945), odpůrce nacismu, atentátník na Hitlera

## Partnerská města
- Fontainebleau, Francie [7]
- Lodi, Itálie
- Richmond, londýnský obvod, Anglie
- Su-čou, Čína
- Tábor, Česko